# 天王寺流
天王寺流（てんのうじりゅう）は、仏教、台密の流派。四天王寺別当の真慶（しんぎょう）を流祖とする。邪流とされた。
慶安年間、真慶は四天王寺の別当となり、邪義をさかんに流布し、破戒乱行をほしいままにした。すなわち、密教経軌の「二水和合、成一円塔」、あるいはまた「二根交会、成五塵大仏事」などを、ことさらに文字どおりに曲解し、邪説をなしたものである。公然と妻妾をたくわえ、酒を飲み、肉を食ったため、一宗から排斥されたが、その法流は子孫に伝えられた。
真慶はもとは東密の勧修寺流良勝方の第2世良弘の付法であったが、邪義にかたむいたため、小野の流派から排斥され、その後、台密によることになった。